# Ludwig von Hartrott
Ludwig Eugen Hartrott, seit 1871 von Hartrott (* 21. Februar 1829 in Aschersleben; † 24. März 1910 in Ballenstedt) war ein preußischer General der Kavallerie.

## Leben

### Herkunft
Ludwig war der älteste Sohn des Rentier Friedrich August Hartrott (1790–1873) und dessen Ehefrau Rosamunde, geborene Behse (1805–1883). Sein Bruder Emil (1832–1919) wurde 1873 in den erblichen preußischen Adelsstand erhoben und beendete seine Militärkarriere als Oberst und Kommandeur des Infanterie-Regiments „Alt-Württemberg“ (3. Württembergisches) Nr. 121.

### Militärkarriere
Nach dem Besuch des Realgymnasiums in seiner Heimatstadt leistete Hartrott ab August 1848 seinen Einjährigen-Dienst im 10. Husaren-Regiment der Preußischen Armee ab und wurde am 21. August 1849 als Unteroffizier zur Reserve entlassen. Bei der Mobilmachung 1850 erfolgte zunächst ab Mitte Juni seine Verwendung als Sekondeleutnant der Kavallerie beim III. Bataillon im 27. Landwehr-Regiment in Aschersleben. Im August 1850 war er kurzzeitig zum 10. Husaren-Regiment kommandiert und diente von Mitte November 1850 bis Mitte Februar 1851 bei der mobilen Landwehr-Eskadron im 27. Landwehr-Regiment.
Mit Wirkung zum 10. Juni 1851 trat Hartrott in das aktive Dienstverhältnis über und wurde als Sekondeleutnant im 8. Ulanen-Regiment in Riesenburg angestellt. Ende Juli 1853 stieg er zum Regimentsadjutanten und untersuchungsführenden Offizier auf. Daran schloss sich am 27. März 1858 seine Kommandierung als Adjutant der 1. Kavallerie-Brigade nach Königsberg an. In dieser Stellung avancierte er bis Ende Juni 1859 zum Rittmeister und war während des mobilen Verhältnisses anlässlich des Sardinischen Krieges Adjutant beim Generalkommando des I. Armee-Korps. Am 12. Juni 1860 wurde Hartrott zum Kriegsministerium nach Berlin kommandiert und am 6. Oktober 1860 unter Stellung à la suite des 1. Garde-Ulanen-Regiments zum Adjutanten des Kriegsministers von Roon ernannt. In dessen Begleitung nahm Hartrott 1864 am Krieg gegen Dänemark teil. Als charakterisierter Major kam er vor dem Beginn des Deutschen Krieg zum mobilen Stab des Kriegsministers und wurde am 7. Juni 1866 unter Verleihung eines Patents seines Dienstgrades und unter Stellung à la suite des Kriegsministeriums neben seiner Stellung als Adjutant des Ministers auch Mitglied der Remonteabteilung. Im Großen Hauptquartier erlebt er die Schlacht bei Königgrätz und nach dem Friedensschluss erhielt er für sein Wirken Anfang Oktober 1866 den Kronen-Orden III. Klasse mit Schwertern.
Am 12. Juni 1867 beauftragte man Hartrott mit der Leitung der Zentralabteilung im Kriegsministerium, bis er zwei Jahre später von seiner Stellung als Adjutant des Kriegsministers entbunden und mit der Führung der Geschäfte der Zentralabteilung im Kriegsministerium beauftragt wurde. Mitte Juli 1870 erfolgte seine Ernennung zum Abteilungschef und wenige Tage später wurde er anlässlich des Krieges gegen Frankreich Chef des Stabes des Kriegsministers. In dieser Eigenschaft Ende des Monats zum Oberstleutnant befördert, wirkte er im Großen Hauptquartier bei Gravelotte, Beaumont, Sedan und vor Paris sowie bei Malmaison und am Mont Valérien. Ausgezeichnet mit dem Eisernen Kreuz II. Klasse wurde Hartrott nach dem Frieden von Frankfurt am 16. Juni 1871 durch Kaiser Wilhelm I. in den erblichen preußischen Adelsstand erhoben.
Am 16. August 1871 wurde er mit der Wahrnehmung der Geschäfte als Chef der Armeeabteilung B beauftragt, ein Jahr später zum Oberst befördert und am 19. Januar 1873 mit dem Eisernen Kreuz I. Klasse ausgezeichnet. Mit der Ernennung zum Direktor des Militär-Ökonomiedepartements wurde Hartrott am 1. April 1876 Präses der Oberexaminiationskommission des Kriegsministeriums und Vorsitzendes Mitglied des Direktoriums des Großen Militärwaisenhauses in Potsdam. Ende März 1877 stieg er zum Generalmajor auf und erhielt am 18. September 1880 den Stern zum Kronen-Orden II. Klasse mit Schwertern. Er wurde am 12. Dezember 1882 Generalleutnant und am 11. Juni 1884 zum Mitglied des Staatsrates ernannt. Unter Verleihung des Roten Adlerordens I. Klasse mit Eichenlaub stellte man ihn in Genehmigung seines Abschiedsgesuches am 24. Juni 1885 mit Pension zur Disposition.
Anlässlich seiner Verabschiedung würdigte ihn der bayerische König Ludwig II. mit dem Großkreuz seines Militärverdienstordens. Am 22. März 1897 verlieh ihm Kaiser Wilhelm II. den Charakter als General der Kavallerie. Er starb am 24. März 1910 in Ballenstedt am Harz.

### Familie
Hartrott heiratete am 30. April 1863 in Riesenburg Hulda Waegener (1839–1924), eine Tochter des Rentiers Johann Wilhelm Waegener aus Riesenburg. Das Paar hatte mehrere Kinder:
- Viktor (1864–1913), preußischer Oberstleutnant a. D., ab 1909 Ausbilder der Chilenischen Armee und Generalmajor[3] ⚭ 1888 Maria von Berge (* 1869)
- Martha (* 1866) ⚭ 1889 Werner Graf von Westarp (1853–1894), preußischer Hauptmann[4] und Bruder von Kuno von Westarp und Adolf von Westarp
- Dagmar (* 1868) ⚭ 1889 Arnd von Leipziger (1858–1921), preußischer Generalleutnant[5]